# 1741 w muzyce
Wydarzenia muzyczne w 1741 roku.

## Dzieła
- Georg Friedrich Händel – Messiah
- Johann Sebastian Bach – Wariacje Goldbergowskie
- Jan Dismas Zelenka – Missa Omnium Sanctorum

## Dzieła operowe
- Georg Friedrich Händel – Deidamia

## Urodzili się
- 8 lutego – André Ernest Modeste Grétry, francuski kompozytor operowy (zm. 1813)
- 28 marca – Johann André, niemiecki kompozytor i wydawca muzyczny (zm. 1799)
- 17 kwietnia – Johann Gottlieb Naumann, niemiecki kompozytor i dyrygent (zm. 1801)
- 23 maja – Andrea Luchesi, woski kompozytor, organista, kapelmistrz (zm. 1801)
- 27 lipca – François-Hippolyte Barthélémon, francuski skrzypek i kompozytor (zm. 1808)
- 25 września – Václav Pichl, czeski kompozytor i skrzypek muzyki klasycznej (zm. 1805)
- 27 listopada – Jean-Pierre Duport, francuski kompozytor i wiolonczelista (zm. 1818)

## Zmarli
- 22 czerwca – Joseph-Hector Fiocco, belgijski kompozytor (ur. 1701)
- 28 lipca – Antonio Vivaldi, włoski duchowny rzymskokatolicki, skrzypek i kompozytor (ur. 1678)
- 7 września – Henri Desmarets, francuski kompozytor (ur. 1661)